# Caloplaca pyracella
Caloplaca pyracella är en lavart som först beskrevs av William Nylander och som fick sitt nu gällande namn av Olof Gotthard Blomberg och Karl Bror Jakob Forssell. 
Caloplaca pyracella ingår i släktet orangelavar och familjen Teloschistaceae. Arten är reproducerande i Sverige.